# Alexandra Nikolaïevna de Russie
Alexandra Nikolaïevna de Russie (en russe : Александра Николаевна) est née le 24 juin 1825 à Saint-Pétersbourg et morte le 10 août 1844 à Tsarskoïe Selo.
Elle fut grande-duchesse de Russie, et par son mariage duchesse de Hesse-Cassel.

## Famille
Alexandra est la fille de Nicolas Ier de Russie et de Charlotte de Prusse.

### Mariage et descendance
Le 28 janvier 1844, Alexandra Nicolaïevna de Russie épousa le duc Frédéric de Hesse-Cassel (1820-1864) (fils de Guillaume II de Hesse-Cassel et d'Augusta de Prusse).
Un enfant est né de cette union : Guillaume de Hesse-Cassel (1844-1844).

## Biographie

### Enfance
Alexandra Nicolaïevna de Russie était surnommée par les membres de sa famille « Adini » . D'après les Mémoires de sa sœur Olga Nikolaïevna de Russie, reine de Wurtemberg, Alexandra Nicolaïevna de Russie était la préférée de son père. Elle avait hérité de sa mère le style prussien. Son comportement n'était pas similaire à celui de ses sœurs aînées. Elle appréciait la solitude et le silence.
À Saint-Pétersbourg, Alexandra Nicolaïevna de Russie fut célèbre pour sa beauté et sa vive personnalité. Elle fut la musicienne de la famille. Dotée d'une très belle voix, elle étudia sérieusement le chant avec comme professeur la célèbre soprano Henriette Sontag et l'italien Solivi. Toutefois, après une année de cours de chant, sa respiration commença à s'altérer, les médecins diagnostiquèrent une maladie pulmonaire.

### Frédéric Guillaume de Hesse-Cassel et Alexandra Nicolaïevna de Russie

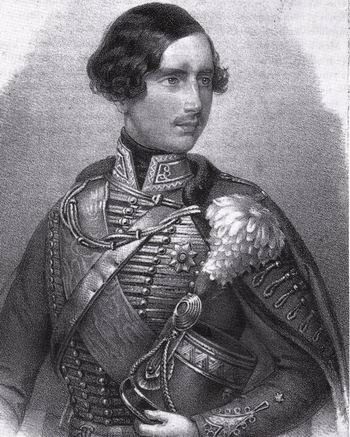
Frédéric de Hesse-Cassel

Fiancé à Alexandra Nicolaïevna de Russie, Frédéric-Guillaume de Hesse-Cassel "Fritz", comme il était surnommé, un prince jeune et beau aux manières simples arriva à Saint-Pétersbourg. Il gagna la sympathie de beaucoup de membres de la famille Romanov. Dès le premier soir, le prince tomba éperdument amoureux de la grande-duchesse. Olga Nikolaïevna de Russie ne fut pas insensible au charme de Frédéric Guillaume de Hesse-Cassel, mais gracieusement, elle laissa le prince à sa sœur cadette. La grande-duchesse de Russie chaperonna le couple désireux d'échapper aux regards indiscrets de la Cour. Le 28 janvier 1844, Frédéric Guillaume de Hesse-Cassel épousa Alexandra Nicolaïevna de Russie.

### Alexandra Nicolaïevna de Russie duchesse de Hesse-Cassel

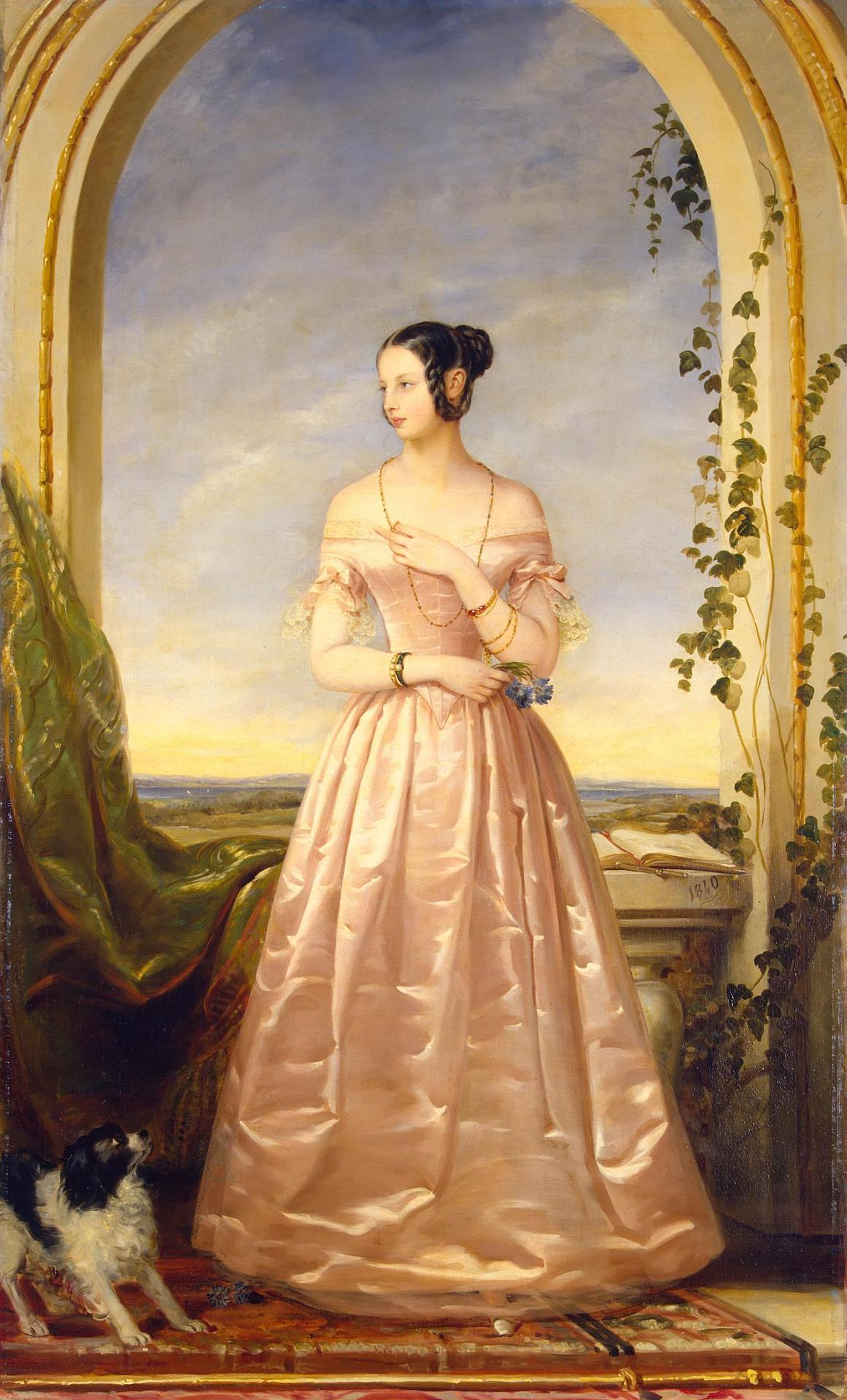
La grande-duchesse Aleksandra Nikolaïevna de Russie, une œuvre de Christina Robertson

Alexandra Nicolaïevna de Russie tomba gravement malade peu avant son mariage. Son père en séjour en Angleterre, apprit que l'un des poumons de la grande-duchesse était si gravement atteint qu'aucune guérison n'était à espérer. Le tsar interrompant son séjour au Royaume-Uni rentra immédiatement à Saint-Pétersbourg. Elle était atteinte de la tuberculose, cette maladie compliqua gravement sa grossesse. Sa mauvaise santé ne lui permit pas de se rendre en Hesse avec son époux pour prendre ses fonctions de duchesse de Hesse-Cassel. Le couple demeura à Saint-Pétersbourg où son état se détériora rapidement.

### Décès et inhumation
Alexandra Nicolaïevna de Russie accoucha prématurément, son fils Guillaume de Hesse-Cassel naquit trois mois avant terme. L'enfant décéda peu de temps après sa naissance, Alexandra Nicolaïevna de Russie décéda quelques heures après son fils. Ses parents furent accablés de chagrin et furent inconsolables jusqu'à la fin de leurs jours.
Alexandra Nicolaïevna de Russie fut inhumée avec son bébé dans ses bras en la cathédrale Pierre et Paul à Saint-Pétersbourg.

### Mémorial
Un mémorial fut érigé dans les jardins de Peterhof près de Saint-Pétersbourg en mémoire d'Alexandra Nicolaïevna de Russie. Il représente un buste de la grande-duchesse.

### Les Gerbes de blé de diamants
Six gerbes de blé en diamant vinrent de Hesse compléter le trousseau d'Alexandra Nicolaïevna de Russie. En 1900, elles furent transformées en une couronne. Cette couronne est aujourd'hui utilisée lors des mariages des membres de la famille de Hesse, celle-ci fut portée par Floria de Faber-Castell lors de son union avec le prince héréditaire Henri Donatus de Hesse en 2003.

## À noter
Dix ans plus tard, Frédéric Guillaume de Hesse-Cassel épousa la princesse Anne de Prusse. De cette union, six enfants naquirent, mais le couple ne fut jamais très proche l'un de l'autre. L'hypothèse serait la suivante : Frédéric Guillaume de Hesse-Cassel ne parvint jamais à surmonter sa douleur due à la perte de sa première épouse la grande-duchesse Alexandra Nicolaïevna de Russie.

## Généalogie
Alexandra Nicolaïevna de Russie appartient à la première branche de la maison d'Oldenbourg-Russie (Holstein-Gottorp-Romanov) issue de la première branche de la maison de Holstein-Gottorp, elle-même issue de la première branche de la maison d'Oldenbourg.